# Traktat o władzy i prymacie papieża
Traktat o władzy i prymacie papieża (łac. Tractatus de potestate et primatu Papae) – dzieło Filipa Melanchtona przyjęte 6 marca 1537 jako oficjalny dokument związku szmalkaldzkiego. Traktat wszedł w skład Księgi zgody, zbioru ksiąg wyznaniowych luteranizmu.

## Tło historyczne
8 lutego 1537 roku reprezentanci stanów ewangelickich zrzeszonych w związku szmalkaldzkim zebrali się w Schmalkalden celem ustosunkowania się do rozpisanego przez papieża Pawła III soboru w Mantui (o okolicznościach z tym związanych więcej w haśle Artykuły szmalkaldzkie). 11 lutego kanclerz Gregor Brück zaproponował m.in., by uczeni powrócili do rozpatrzenia kwestii prymatu papieża i jurysdykcji biskupów, której to kwestii nie rozpatrzono w Wyznaniu augsburskim ze względu na sprzeciw cesarza Karola V. Delegaci poparli wniosek o opracowanie dokumentu na ten temat. Wyłoniona spośród teologów komisja zleciła to zadanie Filipowi Melanchtonowi. Melanchton ukończył dokument do 17 lutego, a 6 marca został on przyjęty przez stany. Podpis pod nim złożyli wszyscy zebrani w Schmalkalden teolodzy, brak na nim natomiast podpisu Marcina Lutra, który nie brał udziału w zjeździe z powodu choroby.

## Wydania i historyczne wątpliwości co do autorstwa
Pierwsze wydanie drukowane Traktatu ukazało się w 1540 roku, a rok później opublikowano niemieckie tłumaczenie dokonane przez Veita Dietricha. Tytuł niemieckiego wydania wyraźnie wskazywał na autorstwo Melanchtona. Jednak już w 1553 roku ukazało się wydanie Artykułów szmalkaldzkich zawierające również Traktat, którego autorstwo przypisano ogólnie uczonym zgromadzonym w Schmalkalden w 1537 roku. Podobna informacja znalazła się w wydaniu dzieł Lutra z Jeny. Tym samym nie tylko zapomniano o autorstwie Melanchtona, ale i powstało przekonanie, że tekst niemiecki był oryginalnym. W nieoficjalnym wydaniu łacińskiego tekstu Księgi zgody dokonanym przez Nikolausa Selneckera w 1580 roku tekst Traktatu był tłumaczeniem wersji niemieckiej. W oficjalnym wydaniu z 1584 roku zastąpiono ją tekstem oryginalnym, jednak dalej z tytułem sugerującym, że dokument jest pracą zbiorową. Za autorstwem Melanchtona obstawał natomiast m.in. David Chytraeus. Zostało ono ostatecznie potwierdzone przez J.C. Bertrama w 1770 roku.

## Związki z innymi księgami wyznaniowymi
Traktat nie jest wymieniony w przedmowie do Księgi zgody jako osobny dokument. Biorąc pod uwagę jego przeznaczenie, logiczne byłoby rozpatrywanie go w powiązaniu z Wyznaniem augsburskim. Jednak Księga zgody traktuje go jako dodatek do Artykułów szmalkaldzkich. Przesłanką do tego było niemal równoczesne powstanie obu dokumentów i złożenie pod nimi podpisu przez, z drobnymi wyjątkami, tych samych teologów.

## Treść
Melanchton napisał Traktat, jak sam określił, ostrzej niż zwykł to czynić. Dokument ma charakter wyraźnie polemiczny, w przeciwieństwie do irenicznego charakteru Wyznania augsburskiego i jego Obrony Zarzucił w nim swoją dotychczasową ideę zwierzchnictwa papieża z prawa ludzkiego i uwzględnił raczej punkt widzenia Marcina Lutra, włącznie z przypisaniem władzy papieża znamion antychrysta. W celu dowiedzenia, że papież nie posiada z prawa Bożego zwierzchnictwa nad biskupami ani władcami i nie jest konieczne do zbawienia, by uznawać jego autorytet, posłużył się argumentami biblijnymi i historycznymi. Również druga część, poświęcona władzy biskupów, jest bardziej zdecydowana. Melanchton, odwołując się do wymienności w Nowym Testamencie terminów episkopoi i praesbiteroi oraz nauczania wczesnego Kościoła, dowodził, że gradacja urzędu kościelnego jest pochodzenia ludzkiego, tym samym prezbiterom przysługuje w równym stopniu co biskupom władza kluczy i prawo ordynowania duchownych.